# Pouteria mongaguensis
Pouteria mongaguensis là một loài thực vật có hoa trong họ Hồng xiêm. Loài này được Mattos miêu tả khoa học đầu tiên năm 1992.